# Hyundai i30
Hyundai i30 er en til den lille mellemklasse hørende personbilsmodel fra det sydkoreanske bilmærke Hyundai. Bilen er siden marts 2007 blevet bygget i Ulsan, mens produktionen af biler til Europa og Afrika blev flyttet til tjekkiske Nošovice. i30 afløste i mange lande Hyundai Avante, mens den andre lande afløste Hyundai Elantra. Til det sydkoreanske hjemmemarked og enkelte eksportmarkeder videreførte bilen forgængerens navn.
- Hyundai i30
Type FD & FDH:
03/2007−12/2011
- Hyundai i30cw
Type FD & FDH
07/2007−06/2012
- Hyundai i30
Type GD
10/2011−
- Hyundai i30cw
Type GD
06/2012−